# Хронологија Народноослободилачке борбе април 1945.
Хронолошки преглед важнијих догађаја везаних за Народноослободилачку борбу народа Југославије, који су се десили током априла месеца 1945. године:
| ← март · Хронологија Народноослободилачке борбе у 1945. години · мај → 1 · 2 · 3 · 4 · 5 · 6 · 7 · 8 · 9 · 10 · 11 · 12 · 15 · 16 · 17 · 18 · 19 · 20 · 21 · 22 · 24 · 25 · 27 · 28 · 30 |

### 5. април
- Председник Привремене владе ДФЈ Јосип Броз Тито отпутовао у прву званичну посету Совјетском Савезу, у којој је боравио до 17. априла. Заједно са Титом у Совјетском Савезу боравила је југословенска делегација у саставу — Иван Шубашић, Милован Ђилас, Никола Петровић, Бане Андрејев и Рудолф Приморац.[1][2]

### 6. април
- У Новом Саду на седници Главног народноослободилачког одбора Војводине расправљано о положају Војводине у новој Демократској Федеративној Југославији (ДФЈ). Том приликом чланови Главног НОО Војводине су се једногласно изјаснили за улазак Војводине као аутономне покрајине у састав Федералне Дражве Србије. На истој седници изабрани су делегати за Антифашистичку скупштину народног ослобођења Србије.[1]

### 7. април
- У Београду, од 7. до 9. априла одржано заседање Антифашистичке скупштине народног ослобођења Србије (АСНОС) на коме је АСНОС преименован у Народну скупштину Србије. За председника Председништва Народне скупштине изабран је Синиша Станковић, дотадашњи председник АСНОС-а. Такође, на овом заседању је и донета Резолуција којом је прихваћена одлука народа Санџака, Војводине, Косова и Метохије о припајању Федералној Држави Србији.[3]

### 9. април
- У Београду на седници Народне скупштине Србије образована Народна влада Федералне Државе Србије, за чијег председника је изабран др Благоје Нешковић.[3]

### 11. април
- У Москви маршал Јосип Броз Тито и маршал Јосиф Стаљин потписали „Уговор о пријатељству и послератној сарадњи Југославије и Совјетског Савеза“, који је совјетска влада једнострано раскинула 28. септембра 1949. године.[3]

### 14. април
- У Сплиту на седници Председништва ЗАВНОХ-а формирана Народна влада Федералне Државе Хрватске, за чијег председника је изабран др Владимир Бакарић. Пошто је Влада била састављена само од представника Народног фронта, на Четвртом заседању ЗАВНОХ-а 21. јула формирана је нова Влада у коју су ушли и представници опозиције.[4]
- У Скопљу, од 14. до 16. априла одржано Треће заседање Антифашистичког собрања народног ослобођења Македоније (мкд. Антифашистичко Собрание на Народното Ослободување на Македонија - АСНОМ) на ком је АСНОМ преименован у Народно собрање Македоније (мкд. Народното Собрание на Македонија). За председника Председништва Народног собрања изабран је Методије Андонов Ченто, дотадашњи председник АСНОМ-а.

### 15. април
- На Цетињу, од 15. до 17. априла одржано Четврто заседање Црногорске антифашистичке скупштине народног ослобођења (ЦАСНО) на ком је ЦАСНО преименован у Народну скупштину Црне Горе. На заседању је донета одлука о укључивању пљеваљског и бијелопољског среза у састав Црне Горе. За председника Председништва Народне скупштине изабран је др Нико Миљанић, дотадашњи председник ЦАСНО.[4]

### 16. април
- У Скопљу Председништво Народног собрања Македоније именовало Народну владу Демократске Федералне Македоније, за чијег председника је изабран Лазар Колишевски.[4]

### 19. април
- У Цетињу на седници Народне скупштине Црне Горе донета одлука о формирању Народне владе Федералне Дражве Црне Горе, за чијег председника је именован Блажо Јовановић.[4]

### 26. април
- У Сарајеву од 26. до 28. априла одржано Треће заседање Земаљског антифашистичког већа народног ослобођења Босне и Херцеговине (ЗАВНОБиХ) на ком је ЗАВНОБиХ преименован у Народну скупштину Босне и Херцеговине. За председника Председништва Народне скупштине изабран је др Војислав Кецмановић Ђедо, дотадашњи председник ЗАВНОБиХ.[5]

### 28. април
- У Сарајеву на седници Народне скупштине Босне и Херцеговине донета одлука о формирању Народне владе Федералне Државе Босне и Херцеговине, за чијег председника је именован Родољуб Чолаковић.[5]
- Привремена влада ДФЈ донела одлуку о признању независних држава Сирије, Либана, Бугарске и Албаније и успоствљања дипломатских односа са њима.[5]